# Deutsche Hausmärchen (J.W. Wolf)
Deutsche Hausmärchen ist eine Märchensammlung von Johann Wilhelm Wolf, die 1851 von je einem Verlag in Göttingen und Leipzig veröffentlicht wurde.
In der Vorrede des Buches schildert Wolf, die Sammlung mit seinem Schwager Wilhelm von Ploennies bei der Landbevölkerung im Odenwald begonnen zu haben, ehe ihnen einfiel, dass von Ploennies als Leutnant die Möglichkeit hatte, Soldaten auszufragen, die „Märchen, Sagen, Legenden, Beschwörungen, Aberglauben, Lieder“ wussten. Wolf weist darauf hin, dass diese den Stoff teils aus der Heimat mitbrachten, oder auch untereinander gehört hatten. Anscheinend war Wolf dabei mehr für die Märchen zuständig, von Ploennis für Lieder, und kehrte dann in den Odenwald zurück, wo er noch die Märchen Von der schönen Schwanenjungfer und Die eisernen Stiefel hörte. Wolf sammelte später in der Bergstraße weiter. Er nennt als Quellen einen Müller Gans in Jugenheim, einen Schmied Schmidt in Balkhausen und einen Zigeuner Bletz.
Seinen Quellen entsprechend, handeln viele Märchen von wandernden Soldaten. Oft sind Prinzessinnen samt Schloss ins Innere eines Berges verwünscht, zur Erlösung muss der Held nächtliche Qualen ausstehen. Einige Texte ähneln deutlich Grimms Märchen: Die Königstochter im Berge Muntserrat (Das Wasser des Lebens), Die schlechten Kameraden (Der Stiefel von Büffelleder), Die fünf Fragen (Der Teufel mit den drei goldenen Haaren), Die eisernen Stiefel (Der König vom goldenen Berg), Von der schönen Schwanenjungfer (Die Rabe), Die Zwerchpfeife (Bruder Lustig), Der Vogel Phönix (Der goldene Vogel), Das treue Füllchen (Der Eisenhans), Hans ohne Furcht (Märchen von einem, der auszog das Fürchten zu lernen), Der getreue Paul (Der treue Johannes), Vom Räuberhauptmann Hans Kühstock (Der Meisterdieb). Gegen Ende stehen einige Tiermärchen und Schwänke.

## Inhalt
Die Sammlung umfasst 51 Texte, ausgearbeitet von Johann Wilhelm Wolf, mit Sternchen (*) markierte von Wilhelm von Ploennies:
- Der Fischerssohn, der Rappe und der Schimmel
- *Das Schneiderlein und die drei Hunde
- Die Prinzessin von Tiefenthal
- *Von den achtzehn Soldaten
- Das goldne Königreich
- Die Königstochter im Berge Muntserrat
- Die schlechten Kameraden
- Der goldene Hirsch
- *Der Metzgergesell
- *Der graue Wackenstein
- Die getreue Frau
- Die Räuberhöhle im Walde
- *Die zwölf Brüder
- *Der Hasenhirt
- Das weiße Hemd, das schwere Schwert und der goldene Ring
- Die drei Königskinder
- Das Kind vom Grabe
- Die fünf Fragen
- Die eisernen Stiefel
- *Von der schönen Schwanenjungfer
- Die Zwerchpfeife
- Der Vogel Phönix
- *Des Todten Dank
- Der Kaiserssohn und sein Pathe
- *Die Leichenfresserin
- Die Schlange im brennenden Wald
- Die erlöste Schlange
- Das treue Füllchen
- Grünus Kravalle
- Der Geiger und seine drei Gesellen
- Der Jüngling im Feuer und die drei goldnen Federn
- Die Mandelkörbchen
- Hans ohne Furcht
- Die dreizehn verwünschten Prinzessinnen
- Der Pfiffigste
- Das Schloß des Todes
- *Der Hinkelhirt
- *Das graue Männchen
- Der getreue Paul
- Der Schäferssohn und die zauberische Königstochter
- Vom Räuberhauptmann Hans Kühstock
- Das beste Essen von der Welt
- *Fürchten lernen
- Des Gockels Hochzeit
- Der Traum des Wolfes
- Odenwälder Lügenmärchen
- Das Unglaubliche
- Vom Stiefelputzer Hinkelbrühe
- Von einem Pfarrer, der allzu kräftig predigte
- Das allzeit zufriedene Knäbchen
- Wie der Teufel auf der Flöte blies